# Caldas (Boyacá)

Localização de Caldas no departamento de Boyacá.

Caldas é um município no departamento de Boyacá, na Colômbia.